# تپه احمد
تپه احمد مربوط به عصر فلز - دوره اشکانیان است و در بخش مرکزی شهرستان اسلام‌آباد غرب، دهستان حومه شمالی، ۷۰ متری شمال روستای ارکوازی، شرق سراب ارکوازی واقع شده و این اثر در تاریخ ۱۴ اسفند ۱۳۸۵ با شمارهٔ ثبت ۱۷۸۴۶ به‌عنوان یکی از آثار ملی ایران به ثبت رسیده است.